# Hypodistoma palauense
Hypodistoma palauense is een zakpijpensoort uit de familie van de Holozoidae. De wetenschappelijke naam van de soort is voor het eerst geldig gepubliceerd in 1970 door Tokioka.